# Кристъл Найт
Кристъл Найт (на английски: Crystal Knight) е бивша американска порнографска актриса.
Родена е на 31 декември 1973 г. в град Ню Йорк, САЩ. Тя е от кубинско–доминикански произход.
Напуска Ню Йорк и се премества в Лос Анджелис в юношеските си години.

## Кариера
Дебютира като актриса в порнографската индустрия през 1994 г., когато е на 21-годишна възраст. Снима главно лесбийски секс сцени. Скоро след дебюта си забременява, но продължава да участва във филми. След като ражда дъщеря прекъсва временно кариерата си в индустрията за възрастни, като се завръща в края на 1996 г. с увеличени гърди.
През 1999 г. става водеща на шоуто на телевизия „Плейбой“ – „Нощни обаждания 411“. Участва в множество видеоклипове на песни на американски рап изпълнители.